# Kirche Fjærland

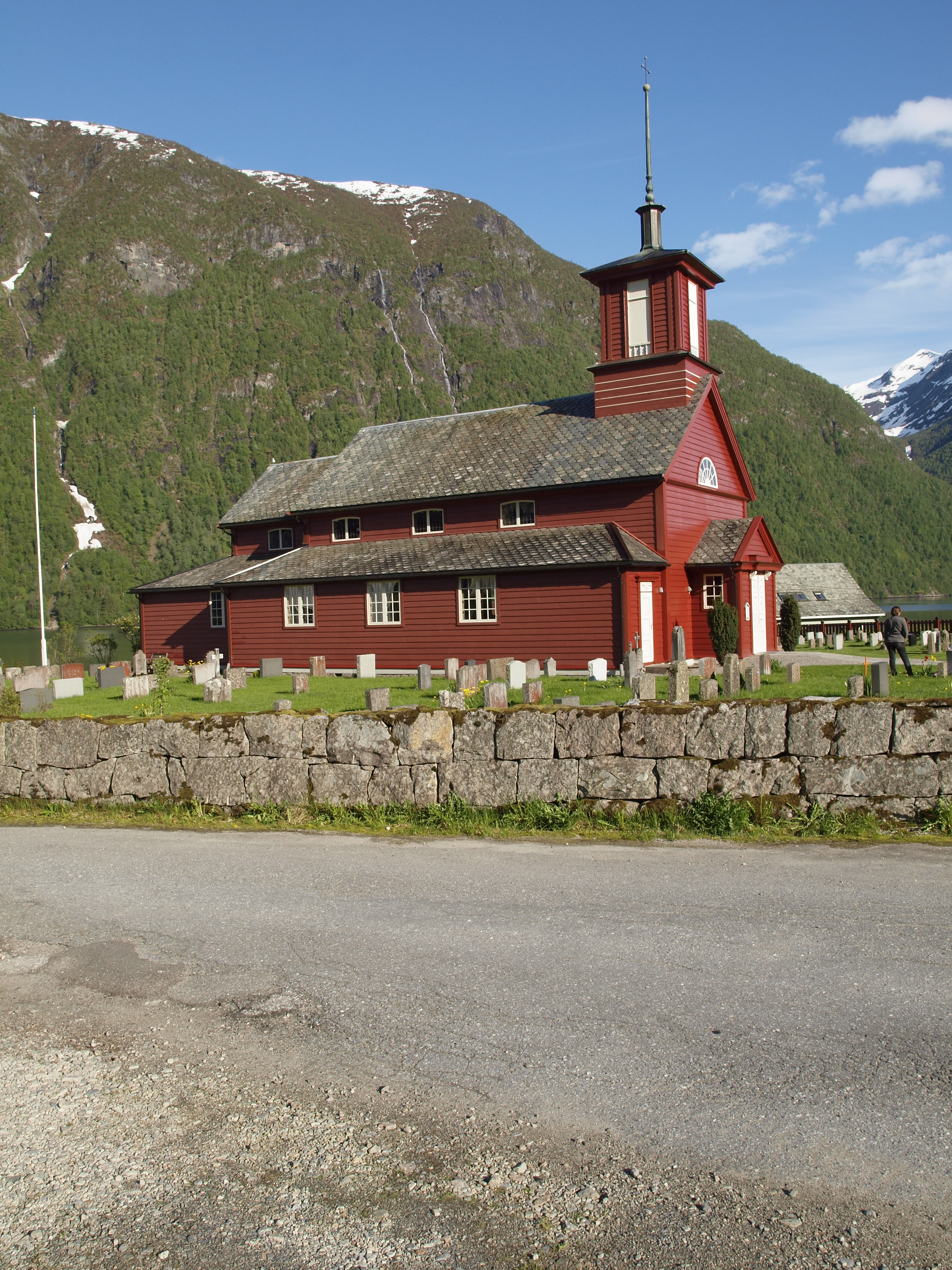
Kirche Fjærland

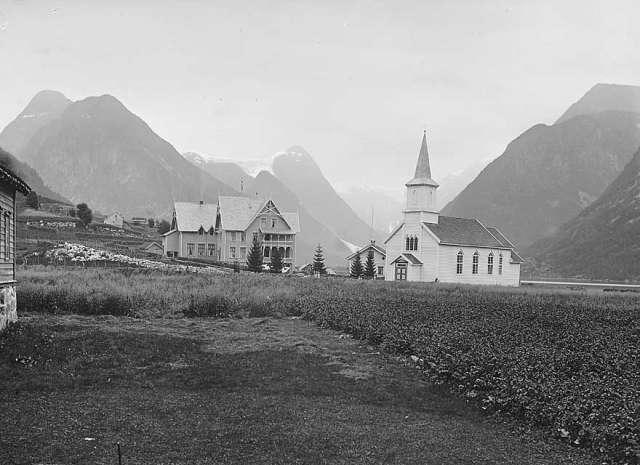
Kirche Fjærland (Fjærland kyrkje) in den 1930er Jahren

Die Kirche Fjærland (norwegisch: Fjærland kirke) ist eine der vier Kirchen im Pfarrbezirk Sogndal der Kommune in Norwegen und gehört der evangelisch-lutherischen Kirche Norwegens. Bis 2000 gehörte sie zum Pfarrbezirk Balestrand. Sie befindet sich beim Ort Fjærland auf dem am Ausgang des Tals Mundal entstandenen Schuttfächer.
Vereinzelt wird sie auch nach dem Tal Mundal als Kirche Mundal bezeichnet, wobei es dort auch einen Ort Mundal gibt, der heute mit dem Ort Fjærland zusammengewachsen ist.

## Geschichte
Es wurde um 1600 bei Bøyum eine Kapelle errichtet, welche schon 1610 durch einen Sturm zerstört wurde. Unklar ist, ob sie danach wieder aufgebaut wurde. Eine Kirche am Ausgang des Mundals wird ab ca. 1650 erwähnt. Dieser Bau wurde 1861 abgerissen und durch einen Neubau ersetzt. Diese Kirche wurde 1931 umgebaut und mit zwei Seitenflügeln versehen, die 110 zusätzliche Sitzplätze bieten. Dieser Umbau erfolgte unter der Leitung des Architekten Johan Lindström. Seit dem Umbau bietet die Kirche 350 Sitzplätze. Zur Zeit des Umbaus hatte Fjærland noch 750 Einwohner, diese Zahl ist heute auf 300 geschrumpft. Seit dem Umbau ist die Kirche rot gestrichen.
Die Taufschale ist eine Schenkung der Mutter eines deutschen Leutnants, der 1910 im Gebirge bei Fjærland tödlich verunglückt ist. Sein Grab mit Gedenkstein befindet sich noch heute auf dem Friedhof. Das Altarbild ist das Werk von Harald Rutle, einem lokalen Künstler, und wurde 1931 angefertigt.
Die Orgel wurde 1976 von der Orgelfabrik Jörgensen in Oslo gebaut und im selben Jahr in Betrieb genommen. Sie hat 14 Stimmregister.
Die beiden Glocken wurden 1894 vom Bochumer Verein in Deutschland gegossen. Beide Glocken haben eine Bibelstelle als Inschrift, die kleinere Psalm 103 Vers 2, die größere Matthäus 11 Vers 28.

## Quelle
- Das in der Kirche aufliegende Faltblatt

Koordinaten: 61° 24′ 12″ N, 6° 44′ 21″ O